# Castell de Ballone

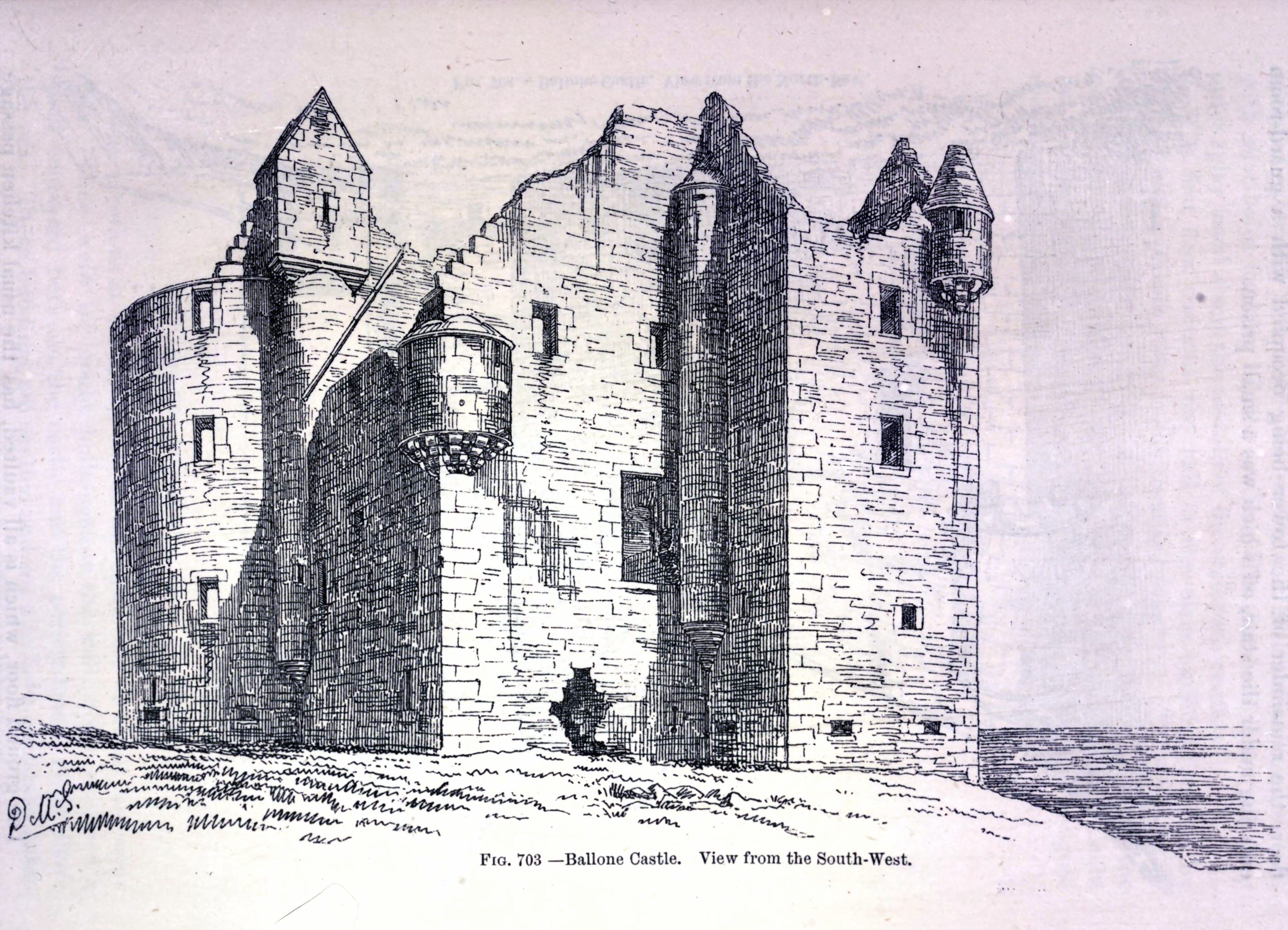
Ruïna del castell vista des del sud-oest. Es veu la torre circular (esq.) i la torre quadrada (dta.) Il·lustració de 1887.

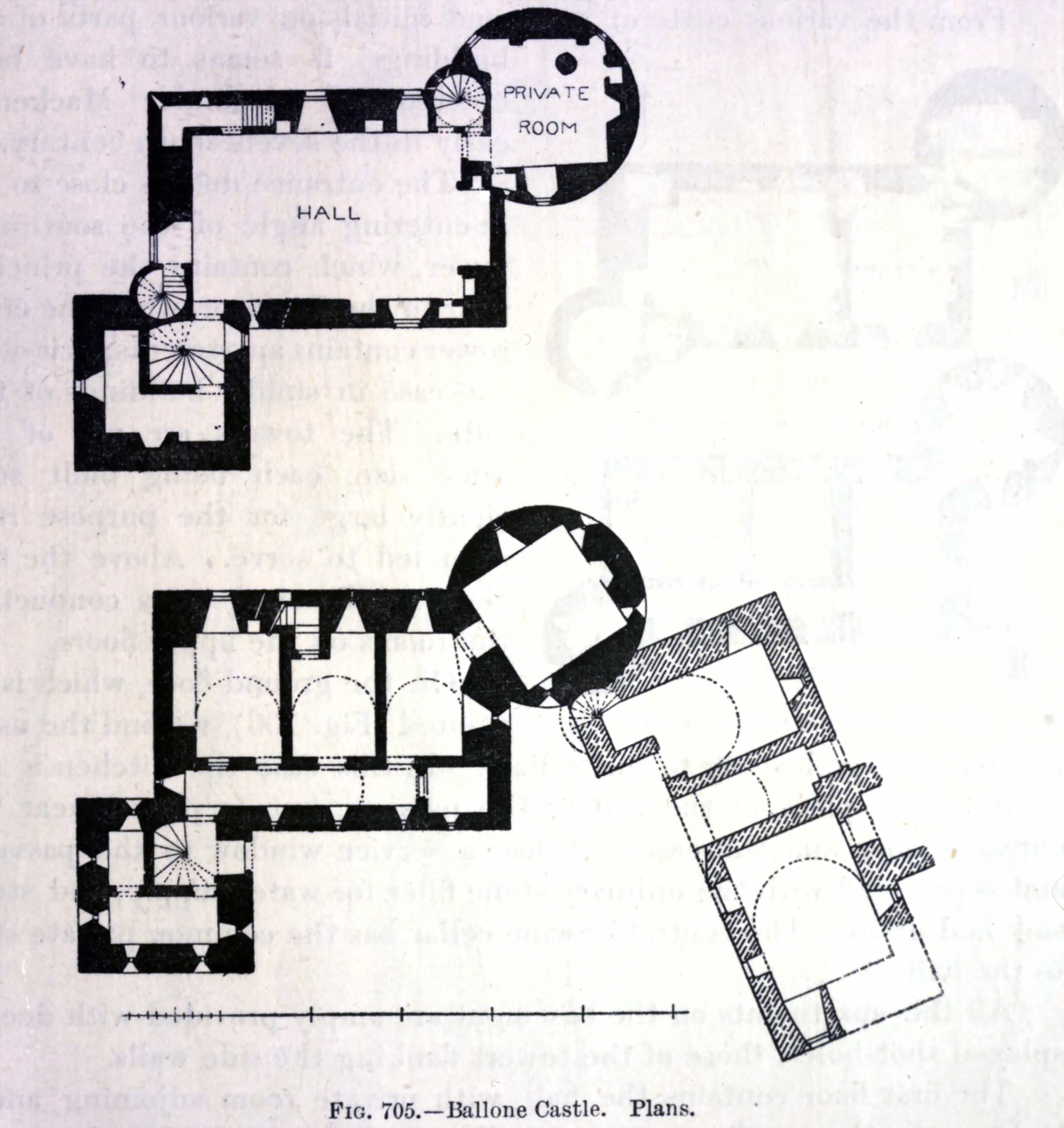
Plànol del castell de Ballone.

El castell de Ballone, també conegut com a Bindal Muir, el castell de Tarbat o Castlehavencerca, prop de Tain, a Highland, és una fortificació del segle xvi, amb planta en forma de Z, que consisteix en una torre central, de planta rectangular, amb torres, diagonalment oposades, en els seus extrems.
Va estar desocupat durant un parell de segles i va caure en ruïnes. Als anys 90 va ser comprat i restaurat per un arquitecte. El castell original va ser construït de forma inusual en tenir una torre rodona i una torre rectangular.